# Muscolo tensore del velo palatino
Il muscolo detto tensore del palato origina dalla fossetta scafoidea, sulla lamina mediale del processo pterigoideo dello sfenoide e si inserisce sul palato molle. Innervato dalla branca mandibolare del V nervo cranico (trigemino), ha la funzione di tendere il palato molle. Una sua disfunzione nell'atto della contrazione può dar vita a patologie quali sordità rinogena infantile, in quanto può alterare la dinamica delle trombe di Eustachio.